# Sucre de llustre

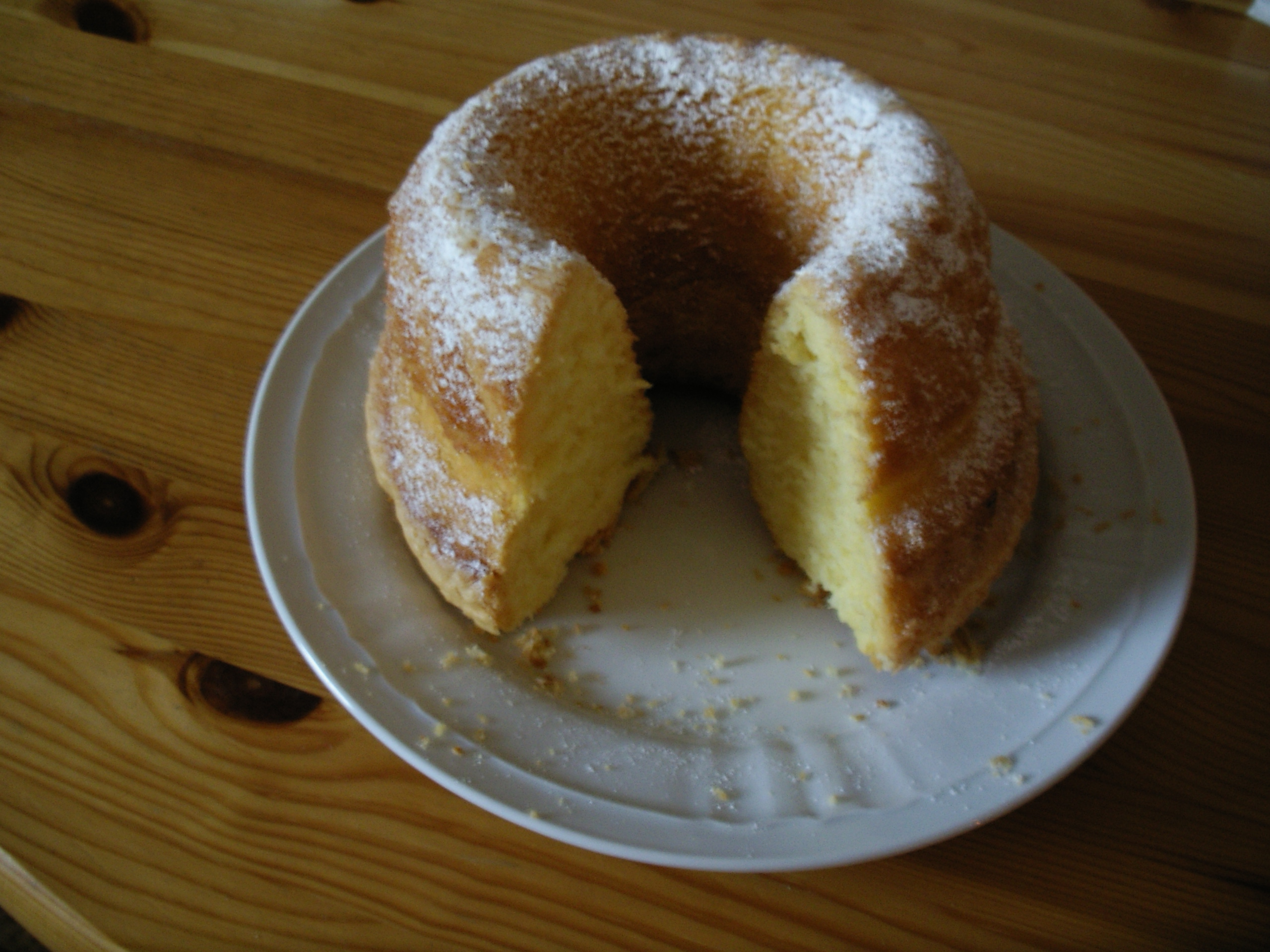
Pastís alemany empolvorat amb sucre de llustre

El sucre de llustre, sucre cernut o sucre glacé, si conté fècula
afegida, és un sucre en pols (format per cristalls d'un diàmetre inferior a 0,15 mm). Si la mida del gra és superior als 0,15mm l'anomenarem “sucre caster”, car ja el considerem un sucre diferent.
En el cas del sucre glacé, la quantitat de fècula frega el 2-3%. Aquest additiu és de gran importància, perquè permet d'evitar l'atapeïment del sucre a causa de la seva alta higroscopicitat, amb una lleugera tendència a espessir.
El sucre impalpable és gairebé idèntic al de llustre, llevat de la fermesa. La petita diferència entre els dos és que el sucre de llustre conté midó (per 490 g de sucre hi ha 10 g de midó, generalment de maizena).

## Utilitats
Gràcies a la textura que s'obté amb la mòlta del sucre, el sucre de llustre o glacé ens permet d'obtenir una sabor dolça a la boca que es desfà a l'instant.
S'utilitza en confiteria, pastisseria i rebosteria per a cobrir i donar un darrer toc de decoració a postres o dolços, o bé en la producció industrial d'aliments quan cal un sucre de dissolució ràpida. 
Atesa la seva capacitat d'absorció d'humitat de l'entorn, es pot fer servir per a espessir certes pastes de pastisseria.
Barrejat amb aigua calenta i llimona produeix el glacejat, amb el qual es poden cobrir o decorar postres com l'strudel de poma. Si solament es barreja amb aigua, s'obté una pasta amb què es poden recobrir els dolços que en assecar-se formarà una fina capa blanca i cruixent.
Aquest glacejat accepta additius que permetin d'obtenir variants en color i sabor (colorants i sabors que poden ser naturals o químics).

## Etimologia
Se sol emprar els gal·licismes adaptats glaçar i glaçatge, provinents del francès glacer, glacé, vinguts de sucre glace (pronunciat /glas/) (sucre de gel). D'aquí procedeix també un dels seus noms en anglès icing sugar (anomenat també powdered sugar o confectioners sugar).
La referència al glaç es deu a l'aspecte de l'acabat que aquest sucre permet de donar a moltes preparacions de rebosteria. Aquest tipus de sucre es coneix també com a sucre de glaç o sucre glaç, i a Menorca amb el nom de floreti.

## Química
En l'àmbit científic, sucre és el terme habitual associat al grup químic dels hidrats de carboni simples (monosacàrids) i dobles (disacàrids). L'estat original és un cos sòlid, cristal·litzable, de color blanca en el seu estat pur causat per la múltiple difracció de la llum en el grup de vidres que el conformen, soluble en aigua i en alcohol i de sabor dolça, però en cas del llustre o glacé en cristalls de mida inferior.
En termes de química, el sucre blanc comú s'anomena sacarosa, hidrat de carboni format per la unió de glucosa (dextrosa) i la fructosa (que és la part que més dolçor aporta).
Com més fines són les partícules del sucre, més humitat absorbeixen, la qual cosa provoca l'atapeïment. A causa d'això s'agrega midons o fosfat tricàlcic en una concentració de 3% aproximadament per tal d'absorbir la humitat i reduir la fricció entre els cristalls de sucre. Tots aquests agents que són afegits per a evitar l'atapeïment provoquen que no sempre poguem utilitzar aquest sucre com a substitut del sucre tradicional.  
Gastronòmicament però, es considera aquest un producte gastronòmic que s'utilitza per a incorporar dolçor.

### Sucre nevat
El sucre nevat és una forma de sucre llustre que no es desfà i que generalment consisteix en dextrosa, midó i agents antiadherents, útils per a retenir la seva estructura quan s'empolvora sobre pastissos que requereixen refrigeració.
També conté diòxid de titani, el qual li dona el seu color característic.
Aquesta variació del sucre llustre és 205% menys dolça que el sucre blanc gràcies al seu contingut en dextrosa (un tipus de sucre que es produeix quan les plantes amilàcies es descomponen en monosacàrids utilitzant enzims).

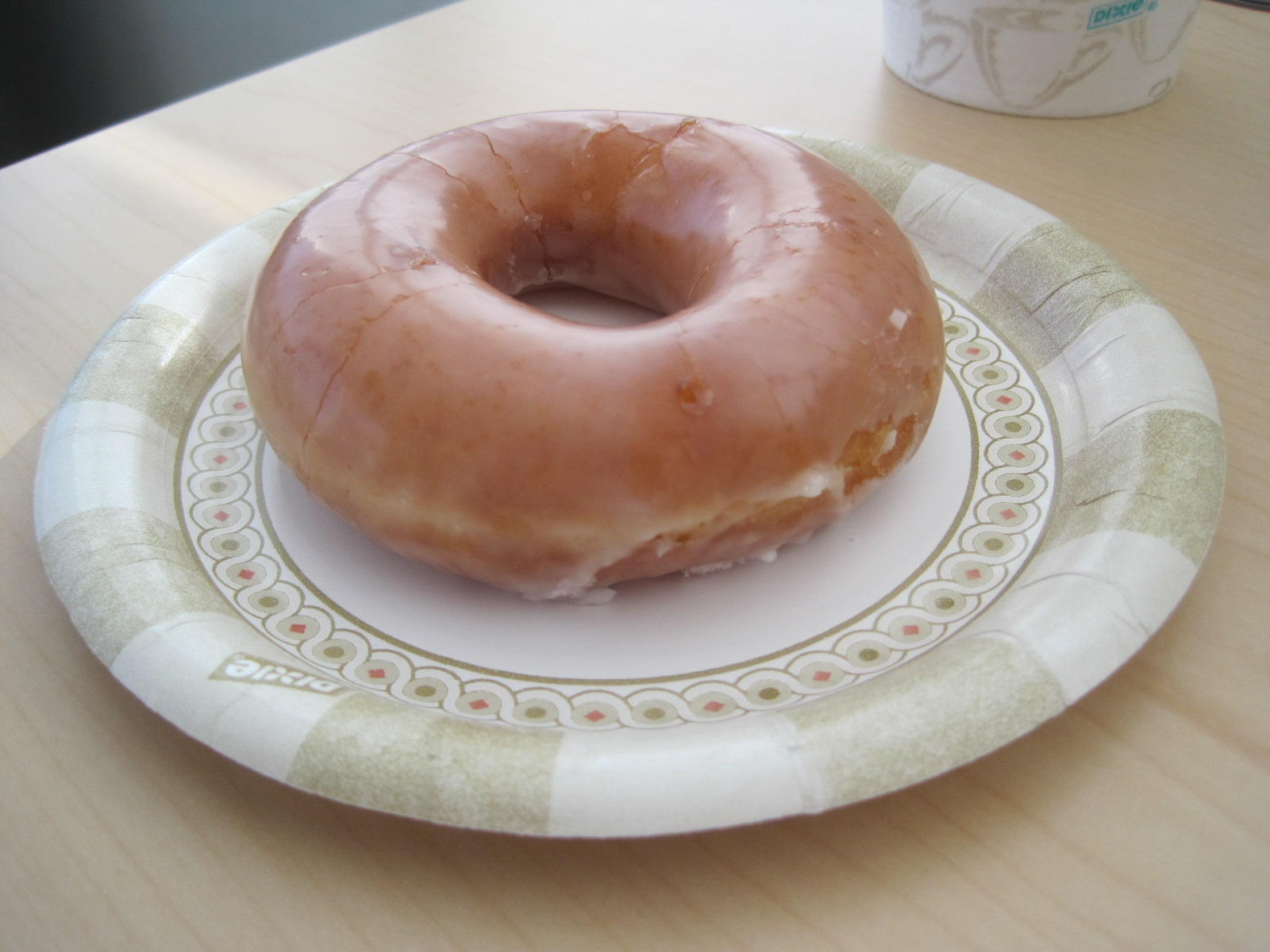
Glacejat en una berlinesa.

### Espectrofotometria
Si portem a terme un estudi d'espectrofotometria obtindrem els següents resultats en 100ml d'aigua desionitzada: 
|           | GLACÉ  | LLUSTRE | BLANC  |
| --------- | ------ | ------- | ------ |
| 0g/100ml  | 0.000A | 0.000A  | 0.000A |
| 5g/100ml  | 0.512A | 0.014A  | 0.007A |
| 15g/100ml | 0.915A | 0.102A  | 0.047A |
| 25g/100ml | 1.733A | 0.194A  | 0.118A |

Es pot observar com amb l'augment de concentració, la longitud d'ona augmenta i, per tant, la freqüència disminueix, puix que aquesta, cada vegada tindrà més dificultats per a travessar-la.
Conseqüentment, en funció del tipus de sucre que es disposi, tindrà més o menys absorbància de la llum, essent el glacé el que més llum absorbeix a causa de les seves característiques de composició amb gluten, i el blanc (el més cristal·lí) el que menys absorbància de la llum pateix.

### Altres dades
El sucre de llustre és un disacàrid que es pot utilitzar, per exemple, a l'elaboració d'una barreja explosiva. Si el sucre fi es barreja amb oxidants s'obté una substància explosiva. Malgrat els ions d'oxigen lligats, el sucre pot lligar i funciona com reductor. El perill que pot originar és sovint subestimat, per tal com la barreja pot explotar durant l'elaboració.

## Anàlisi Nutricional
Com amb tot, el sucre si es consumeix en excés és perjudicial per a la nostra salut, ara bé, seria caldria conèixer la informació nutricional d'aquest element tant present a les nostres dietes per a poder fer-ne un consum assenyat i responsable (tenint en compte que romanen calories buides com que no aporta gens de greix ni de proteïnes). Tot seguit s'exposen els valors de cada nutrient per cada 100g de sucre:
- Presenta 398 calories, no té cap mena de greix ni de colesterol, 2 mg de sodi, 2 mg de potassi, 100g d'Hidrats de carboni (dels quals 98g són sucres), tampoc no té proteïnes, i de vitamines no en té; el que sí conté en molt baixa concentració és calci 1 mg i ferro 0,1 mg.